# 佐々木篤
佐々木 篤（ささき あつし、8月20日 - ）は、日本の元男性声優。アミュレートに所属していた。神奈川県出身。
2017年初頭にアミュレートを退所。以後、声優としての活動を行っていないため、現在は引退したものと思われる。

## 後任
佐々木の引退後、持ち役を引き継いだ人物は以下の通り。
- 阿座上洋平 - 『夢王国と眠れる100人の王子様』：ドライ

## 出演

### テレビアニメ
2008年
- 家庭教師ヒットマンREBORN!（2008年 - 2009年、隊員、戦闘員、兵士、1年生B）

2011年
- 星空へ架かる橋（生徒、男子、男）

2012年
- モーレツ宇宙海賊（弁天丸クルー）

2014年
- 大図書館の羊飼い（男子2）

2015年
- パンチライン（秩父蘭堂）

2016年
- 学園ハンサム（おじさん、スタッフ、生徒B）

2017年
- CHAOS;CHILD（男子A）

### 劇場アニメ
- 台風のノルダ（2015年、トンテキ）

### ゲーム
- エースコンバットX2 ジョイントアサルト
- 家庭教師ヒットマンREBORN!
- 源狼 GENROH（平知盛[2]）
- 絶対迷宮グリム 〜七つの鍵と楽園の乙女〜
- 絶対ヒーロー改造計画
- DISORDER6
- 超次元大戦 ネプテューヌVSセガ・ハード・ガールズ 夢の合体スペシャル
- 夢王国と眠れる100人の王子様（ドライ[3]）
- 四女神オンライン CYBER DIMENSION NEPTUNE
- 妖かし恋戯曲（白夜）

### ドラマCD
- 龍馬外伝 店舗特典用CD

### ラジオ
- シャカリキック!平川大輔と頑張るフレッシュ

### ナレーション
- ドワンゴ「ニコニコ動画」（ラジオCM）
- 電撃文庫 FIGHTING CLIMAX『電撃文庫FC講座』（先生）

### 舞台
- MPショーケース「あるむない」（マスター）

### TV
- 寸劇刑事
- 空中ブランコ